# میشل بوری
میشل بوری (فرانسوی: Michel Bury‎؛ زادهٔ ۲۸ فوریهٔ ۱۹۵۲) تیرانداز اهل فرانسه بود.